# 山岸八郎
山岸 八郎（やまぎし はちろう、1930年5月23日 - 2014年8月12日）は日本の実業家、食品会社フジッコの創業者。兵庫県姫路市出身。

## 略歴
- 1951年：兵庫師範学校（現在の神戸大学発達科学部）を卒業。姫路市の公立学校で教職に就いたあと会社勤務。
- 1960年：とろろ昆布を製造販売する富士昆布（フジッコ）を設立、翌1961年から2004年まで社長職に在籍[3]。
- 2013年：会長を経て名誉会長に就任。
- 2014年8月12日、急性呼吸不全のため、神戸市中央区の病院で死去。享年84[4]。

## 家族
- 長男（福井正一、フジッコ社長）